# Guillermo Estrada Acebal
Guillermo Estrada Acebal (Oviedo, 1885-1962) fue un jurista e historiador español.

## Biografía
Era hijo del dirigente carlista Guillermo Estrada Villaverde, diputado a Cortes y director del diario ovetense La Unión, y de Marcelina Acebal y López-Cuervo, que fue dama de honor de Doña Margarita de Borbón Parma. Por vía materna era nieto del escritor Juan María Acebal, también militante carlista.
Fue catedrático de Derecho, secretario general de la Universidad de Oviedo y miembro de número del Instituto de Estudios Asturianos. Ejerció durante más de cuarenta años como profesor y catedrático de Derecho Político.
Según la Enciclopedia de Oviedo, desempeñó una gran labor cuando la guerra civil obligó a trasladar la Universidad a Navia. Adherido al carlismo, como su padre, colaboró en numerosos periódicos españoles y en 1939 publicó Notas para la Historia de las Ideas tradicionalistas en Asturias, tomadas de una conferencia que pronunció en el curso universitario celebrado en el Instituto de Luarca en el mes de agosto de 1937.
Estuvo casado con Zoa Gómez López.

## Obras
- Notas para la Historia de las Ideas tradicionalistas en Asturias (1939)